# Agustín Marchesín
Agustín Federico Marchesín (San Cayetano, 16 marzo 1988) è un calciatore argentino, portiere del Boca Juniors. Con la nazionale argentina si è laureato campione del Sud America nel 2021.

## Caratteristiche tecniche
Ha ottimi tempi di reazione, è capace di parare penalty e calci di punizioni, tuttavia l'avventatezza in chiave offensiva lo porta spesso a ottenere ammonizioni in partita. Marchesín sfrutta bene le uscite, nei suoi interventi si avvale anche gambe e piedi, nelle parate usa bene la presa ma soprattutto la respinta. Sa come neutralizzare i tiri quando gli avversari attaccano all'interno dell'area di rigore, avendo slancio e un senso del posizionamento.

## Carriera

### Club

#### Huracán e Lanús
La sua carriera da calciatore professionista inizia nel 2005 quando viene acquistato dall'Huracán per ricoprire il ruolo di terzo portiere. Dopo una sola stagione trascorsa nel club di Buenos Aires, viene acquistato nel 2007 dal Lanús che in quell'anno vince il Torneo di Apertura. Debutta con i granata il 1º marzo 2009 nel match contro il Gimnasia (J).
Successivamente diventa il primo portiere della squadra, subentrando a Mauricio Caranta. L'8 ottobre 2013 ottiene la sua prima espulsione in una partita con due cartellini gialli in un solo minuto, perdendo per 2-1 contro il Rosario Central. Nella stagione 2012-13 continua a giocare nel Lanús con oltre 37 presenze.

#### Santos Laguna e América
A partire dal 2015 veste la maglia del Santos Laguna, debutta il 10 gennaio nella sconfitta per 2-1 contro il Veracruz. Diventa subito titolare, ha ottenuto ben tre espulsioni nelle partite giocate con il club.
Nel 2017 si trasferisce in Messico all'América dove vince il campionato e la Coppa MX diventa fin da subito titolare, in 2 anni totalizza 87 presenze in campionato.

#### Porto e Celta Vigo
Nell'estate del 2019 viene ufficializzato il suo passaggio al Porto nel massimo campionato portoghese. Nella stagione 2019-2020, vince il campionato e anche la Supercoppa di Portogallo. Il 19 settembre 2019 gioca per la prima volta in Europa League nella vittoria per 2-1 contro gli Young Boys. Debutta per la prima volta in Champions League nella sconfitta per 3-1 contro il Manchester City, mentre la sua prima vittoria nel campionato continentale è nel successo per 2-0 battendo l'Olympiacos. Conquista la vittoria della Taça de Portugal dove Marchesín gioca la finale vinta per 3-1 ai danni del Tondela.
Dopo 3 anni viene ceduto al Celta Vigo.Gioca una sola stagione, nella prima metà del campionato spagnolo, viene poi costretto a ritirarsi per via di un infortunio. Nella Coppa del Re, il 3 gennaio 2023, contro l'Espanyol la squadra perde per 3-1, Marchesín viene espulso durante i tempi supplementari.

#### Grêmio e Boca Juniors
Nel 2024 si trasferisce il Brasile giocando con il Grêmio, come titolare gioca una sola stagione, per poi tornare in Argentina, dove a partire dal 2025 milita nella squadra del Boca Junior.

### Nazionale
Nel 2009 partecipa, come portiere titolare dell'Under-21 che poi si qualificherà al terzo posto, al Torneo di Tolone edizione 2009. Il 20 agosto 2010 il tecnico dell'albiceleste Alejandro Sabella lo convoca per prendere parte all'amichevole organizzata contro la Spagna svoltasi il 7 settembre, nello stadio Monumental Antonio Vespucio Liberti di Buenos Aires, terminata con il risultato di 4-1 in favore degli argentini.
Il 22 giugno 2015 è stato chiamato da Gerardo Martino per sostituire l'infortunato Mariano Andújar nella Copa América 2015

## Statistiche

### Presenze e reti nei club
Statistiche aggiornate al 24 giugno 2025.
| Stagione             | Squadra              | Campionato           | Campionato | Campionato | Coppe nazionali | Coppe nazionali | Coppe nazionali | Coppe continentali | Coppe continentali | Coppe continentali | Altre coppe | Altre coppe | Altre coppe | Totale | Totale |
| Stagione             | Squadra              | Comp                 | Pres       | Reti       | Comp            | Pres            | Reti            | Comp               | Pres               | Reti               | Comp        | Pres        | Reti        | Pres   | Reti   |
| -------------------- | -------------------- | -------------------- | ---------- | ---------- | --------------- | --------------- | --------------- | ------------------ | ------------------ | ------------------ | ----------- | ----------- | ----------- | ------ | ------ |
| 2008-2009            | Lanús                | PD                   | 1          | 0          | -               | -               | -               | CL+CS              | 1+0                | -1 + 0             | -           | -           | -           | 2      | -1     |
| 2009-2010            | Lanús                | PD                   | 29         | -29        | -               | -               | -               | CL                 | 6                  | -6                 | -           | -           | -           | 35     | -35    |
| 2010-2011            | Lanús                | PD                   | 22         | -22        | -               | -               | -               | CS                 | 2                  | -2                 | -           | -           | -           | 24     | -24    |
| 2011-2012            | Lanús                | PD                   | 36         | -30        | CA              | 0               | 0               | CS                 | 8                  | -9                 | -           | -           | -           | 44     | -39    |
| 2012-2013            | Lanús                | PD                   | 37         | -22        | CA              | 2               | -1              | CS                 | 10                 | -6                 | -           | -           | -           | 49     | -29    |
| 2013-2014            | Lanús                | PD                   | 37         | -38        | CA              | 1               | -1              | CL                 | 10                 | -8                 | RS          | 2           | -4          | 50     | -51    |
| 2014                 | Lanús                | PD                   | 16         | -19        | -               | -               | -               | CS                 | 1                  | -1                 | CSB         | 1           | -2          | 18     | -22    |
| Totale Lanús         | Totale Lanús         | Totale Lanús         | 178        | -160       |                 | 3               | -2              |                    | 38                 | -33                |             | 3           | -6          | 222    | -201   |
| gen.-giu. 2015       | Santos Laguna        | LMX                  | 22         | -25        | CMX             | 4               | -8              | -                  | -                  | -                  | CC          | 1           | 0           | 27     | -33    |
| 2015-2016            | Santos Laguna        | LMX                  | 34         | -39        | CMX             | 0               | 0               | CCL                | 8                  | -4                 | -           | -           | -           | 42     | -43    |
| 2016-gen. 2017       | Santos Laguna        | LMX                  | 16         | -27        | CMX             | 3               | -5              | -                  | -                  | -                  | -           | -           | -           | 19     | -32    |
| Totale Santos Laguna | Totale Santos Laguna | Totale Santos Laguna | 72         | -91        |                 | 7               | -13             |                    | 8                  | -4                 |             | 1           | 0           | 88     | -108   |
| gen.-giu. 2017       | América              | LMX                  | 17         | -19        | CMX             | 5               | -8              | -                  | -                  | -                  | SMX         | 1           | -2          | 23     | -29    |
| 2017-2018            | América              | LMX                  | 42         | -44        | CMX             | 3               | -1              | CCL                | 5                  | -6                 | -           | -           | -           | 50     | -51    |
| 2018-2019            | América              | LMX                  | 44         | -45        | CMX             | 9               | -6              | -                  | -                  | -                  | CC+LC       | 1+1         | 0+ -1       | 55     | -52    |
| lug. 2019            | América              | LMX                  | 2          | -2         | CMX             | -               | -               | CCL                | 0                  | 0                  | -           | -           | -           | 2      | -2     |
| Totale America       | Totale America       | Totale America       | 105        | -110       |                 | 17              | -15             |                    | 5                  | -6                 |             | 3           | -3          | 130    | -134   |
| 2019-2020            | Porto                | PL                   | 31         | -19        | CP+CdL          | 0               | 0               | UCL+UEL            | 2+8                | -3 + -14           | -           | -           | -           | 41     | -36    |
| 2020-2021            | Porto                | PL                   | 33         | -26        | CP+CdL          | 0               | 0               | UCL                | 9                  | -9                 | SP          | 1           | 0           | 43     | -35    |
| 2021-2022            | Porto                | PL                   | 0          | 0          | CP+CdL          | 7+1             | -4 + -3         | UCL+UEL            | 0                  | 0                  | -           | -           | -           | 8      | -7     |
| lug. 2022            | Porto                | PL                   | 0          | 0          | CP+CdL          | 0               | 0               | UCL                | -                  | -                  | SP          | 1           | 0           | 1      | 0      |
| Totale Porto         | Totale Porto         | Totale Porto         | 64         | -45        |                 | 8               | -7              |                    | 19                 | -26                |             | 2           | 0           | 93     | -78    |
| 2022-2023            | Celta Vigo           | PD                   | 19         | -29        | CR              | 1               | -2              | -                  | -                  | -                  | -           | -           | -           | 20     | -31    |
| 2023-gen. 2024       | Celta Vigo           | PD                   | 0          | 0          | CR              | 1               | -1              | -                  | -                  | -                  | -           | -           | -           | 1      | -1     |
| Totale Celta Vigo    | Totale Celta Vigo    | Totale Celta Vigo    | 19         | -29        |                 | 2               | -3              |                    | -                  | -                  |             | -           | -           | 21     | -32    |
| 2024                 | Grêmio               | PD/RS+A              | 7+28       | -7 + -32   | CB              | 3               | -1              | CL                 | 8                  | -8                 | -           | -           | -           | 46     | -48    |
| 2025                 | Boca Juniors         | PD                   | 14+2       | -10 + -1   | CA              | 0               | 0               | CL                 | 2                  | -2                 | Cmc         | 3           | -5          | 21     | -18    |
| Totale carriera      | Totale carriera      | Totale carriera      | 493        | -485       |                 | 40              | -41             |                    | 80                 | -79                |             | 12          | -14         | 621    | -619   |

### Cronologia presenze e reti in nazionale
| Cronologia completa delle presenze e delle reti in nazionale ― Argentina | Cronologia completa delle presenze e delle reti in nazionale ― Argentina | Cronologia completa delle presenze e delle reti in nazionale ― Argentina | Cronologia completa delle presenze e delle reti in nazionale ― Argentina | Cronologia completa delle presenze e delle reti in nazionale ― Argentina | Cronologia completa delle presenze e delle reti in nazionale ― Argentina | Cronologia completa delle presenze e delle reti in nazionale ― Argentina | Cronologia completa delle presenze e delle reti in nazionale ― Argentina |
| Data                                                                     | Città                                                                    | In casa                                                                  | Risultato                                                                | Ospiti                                                                   | Competizione                                                             | Reti                                                                     | Note                                                                     |
| ------------------------------------------------------------------------ | ------------------------------------------------------------------------ | ------------------------------------------------------------------------ | ------------------------------------------------------------------------ | ------------------------------------------------------------------------ | ------------------------------------------------------------------------ | ------------------------------------------------------------------------ | ------------------------------------------------------------------------ |
| 16-3-2011                                                                | San Juan                                                                 | Argentina                                                                | 4 – 1                                                                    | Venezuela                                                                | Amichevole                                                               | -                                                                        | 46’                                                                      |
| 14-10-2014                                                               | Hong Kong                                                                | Hong Kong                                                                | 0 – 7                                                                    | Argentina                                                                | Amichevole                                                               | -                                                                        | 46’                                                                      |
| 14-11-2017                                                               | Krasnodar                                                                | Argentina                                                                | 2 – 4                                                                    | Nigeria                                                                  | Amichevole                                                               | -4                                                                       |                                                                          |
| 17-11-2018                                                               | Córdoba                                                                  | Argentina                                                                | 2 – 0                                                                    | Messico                                                                  | Amichevole                                                               | -                                                                        |                                                                          |
| 6-9-2019                                                                 | Los Angeles                                                              | Cile                                                                     | 0 – 0                                                                    | Argentina                                                                | Amichevole                                                               | -                                                                        |                                                                          |
| 9-10-2019                                                                | Dortmund                                                                 | Germania                                                                 | 2 – 2                                                                    | Argentina                                                                | Amichevole                                                               | -2                                                                       |                                                                          |
| 13-10-2019                                                               | Elche                                                                    | Argentina                                                                | 6 – 1                                                                    | Ecuador                                                                  | Amichevole                                                               | -1                                                                       |                                                                          |
| 8-6-2021                                                                 | Barranquilla                                                             | Colombia                                                                 | 2 – 2                                                                    | Argentina                                                                | Qual. Mondiali 2022                                                      | -2                                                                       | 40’                                                                      |
| Totale                                                                   |                                                                          | Presenze                                                                 | 8                                                                        |                                                                          | Reti                                                                     | -9                                                                       |                                                                          |

## Palmarès

### Club

#### Competizioni nazionali
- Campionato argentino: 1

Lanús: 2007 (A)
- Campionato messicano: 1

Santos Laguna: 2015 (A)
- Coppa del Messico

Santos Laguna: Clausura 2019
- Campionato portoghese: 2

Porto: 2019-2020, 2021-2022
- Coppa del Portogallo: 2

Porto: 2019-2020, 2021-2022
- Supercoppa di Portogallo: 1

Porto: 2020

#### Competizioni statali
- Campionato Gaúcho: 1

Gremio: 2024

#### Competizioni internazionali
- Coppa Sudamericana: 1

Lanús: 2013

### Nazionale
- Coppa America: 1

Brasile 2021